# Frente Popular do Tajiquistão
A Frente Popular do Tadjiquistão (em tajique:  Фронти халқии Тоҷикистон; em russo:  Народный фронт Таджикистана) foi um movimento paramilitar politizado composto por voluntários que lutaram pelo governo durante a Guerra Civil Tajique. Até 8.000 combatentes serviram como parte da frente.

## História
Surgiu em junho de 1992, durante o qual começou a lutar contra a Oposição Tajique Unida. Os fundadores do movimento foram Sangak Safarov e Safarali Kenjayev. Rapidamente ganhou popularidade entre os governantes do Tadjiquistão e, no outono de 1992, veteranos do Exército Soviético e da KGB, milicianos locais, bem como policiais, se juntaram à Frente Popular. A liderança da frente posteriormente ficou conhecida como “Yurchiki”, em homenagem a Yuri Andropov devido à grande presença de ex-funcionários da KGB. Posteriormente, no final de 1992, a maioria dos partidários do ex-presidente Rahmon Nabiyev se juntou à Frente Popular. Em dezembro de 1992, um novo governo sob Emomali Rahmon (o Presidente da Assembleia Suprema do Tajiquistão) assinou uma resolução "Sobre o Estabelecimento das Forças Armadas da República do Tajiquistão" com base na Frente Popular e nas forças que apoiaram o governo constitucional. Em 27 de junho de 1997, o movimento Frente Popular do Tajiquistão foi dissolvido. Após o tratado de paz de 1997, várias unidades da frente passaram a fazer parte do Exército Nacional Tajique.

## Operações
Com a ajuda da 201.ª Divisão de Rifles Motorizados Russa e do exército uzbeque, as forças da Frente Popular Leninabadi-Kulobi derrotaram a oposição no início e no final de 1992. Em Kulob, as unidades de Safarov exerceram a maior pressão sobre a oposição. No início de outubro, as forças da Frente Popular, sob slogans comunistas, tentaram tomar a capital, então controlada pelas forças islamistas.

### Acusações de crimes de guerra
Segundo a Human Rights Watch, depois que a Frente Popular entrou em Dushanbe, 'eles conduziram uma campanha de execuções sumárias', bem como de 'desaparecimentos' de pessoas originárias dos pamiris e garmis. Suas ações resultaram na morte de mais de 300. De acordo com testemunhas oculares, os soldados da Frente Popular pararam ônibus e trólebus, bem como mobilizaram forças no Aeroporto Internacional de Dushanbe para verificar os passaportes das pessoas dessas regiões.
Em 17 de outubro de 1992, o músico Karomatullo Qurbonov e vários membros de sua banda foram assassinados por homens armados da milícia Frente Popular. Qurbonov foi uma das várias figuras intelectuais e culturais assassinadas durante a Guerra Civil Tadjique. Em 2008, um ex-membro da Frente Popular, Mahmadahdi Nazarov, também conhecido como Makhsum Mahdi, foi condenado pelo assassinato de Qurbonov. Ele também é o pai da famosa cantora do Tajiquistão, Noziya Karomatullo.

## Membros notáveis
- Mahmud Khudoiberdiyev[8]
- Faizali Saidov[9]
- Abdulmajid Dostiev

## Nota
- Este artigo foi inicialmente traduzido, total ou parcialmente, do artigo da Wikipédia em inglês cujo título é «Popular Front of Tajikistan».